# Ярославиці (Свентокшиське воєводство)
Ярославиці (пол. Jarosławice) — село в Польщі, у гміні Тучемпи Буського повіту Свентокшиського воєводства.
Населення — 367 осіб (2011).
У 1975-1998 роках село належало до Келецького воєводства.

## Демографія
Демографічна структура на день 31 березня 2011 року:
|          | Загалом | Допрацездатний вік | Працездатний вік | Постпрацездатний вік |
| -------- | ------- | ------------------ | ---------------- | -------------------- |
| Чоловіки | 165     | 32                 | 115              | 18                   |
| Жінки    | 202     | 48                 | 106              | 48                   |
| Разом    | 367     | 80                 | 221              | 66                   |